# Armando Hart
Pour les articles homonymes, voir Hart et Davalos.
Armando Enrique Hart Dávalos (né à La Havane (Cuba) le 13 juin 1930 et mort le 26 novembre 2017 dans la même ville) est un acteur de la révolution cubaine de 1959, ministre de l'éducation (1959-1965) puis ministre de la culture (1976-1997).

## Biographie
Armando Hart rejoint le Mouvement du 26-Juillet. Il est un apparatchik du système, membre du comité central et du bureau politique du Parti communiste cubain, après 1965 et est nommé ministre de la culture, poste auquel il reste jusqu'en 1997.
Il est particulièrement attentif à l'étude et à la diffusion de l’œuvre de la figure inspiratrice de la révolution cubaine de 1959, José Marti et dirige le bureau cubain d'études marxistes.

### Vie privée
Armando Hart est le compagnon d'Haydée Santamaría, elle aussi personnalité de la révolution cubaine et fondatrice de la Casa de las Américas, organisme culturel d'État. Ils ont deux enfants : Abel Hart et Celia Hart (en).

## Ouvrages
- (es) Del trabajo cultural (1970)
- (es) Cambiar las reglas del juego (1983)
- (es) Cultura en Revolución (1990)
- (es) Cubanía, cultura y política (1993)
- (es) Perfiles (1995)
- (es) Una pelea cubana contra viejos y nuevos demonios (1995)
- (es) Hacia una dimensión cultural del desarrollo (1996)
- (es) Cultura para el desarrollo, el desafío del siglo XXI (2001)
- (es) Ética, cultura y política (2001)